# Marikina (rivier)
Marinika is een rivier in de regio Metro Manila op het eiland Luzon in Filipijnen. 
De rivier ontspringt in de Sierra Madre en stroomt dan in zuidwestelijke richting naar Manila.
De rivier stroomt door de provincies Rizal en Bulacan en ligt in 197 barangays. Uiteindelijk mondt de rivier uit in de rivier Pasig bij Manila.